# Manfredi Gravina

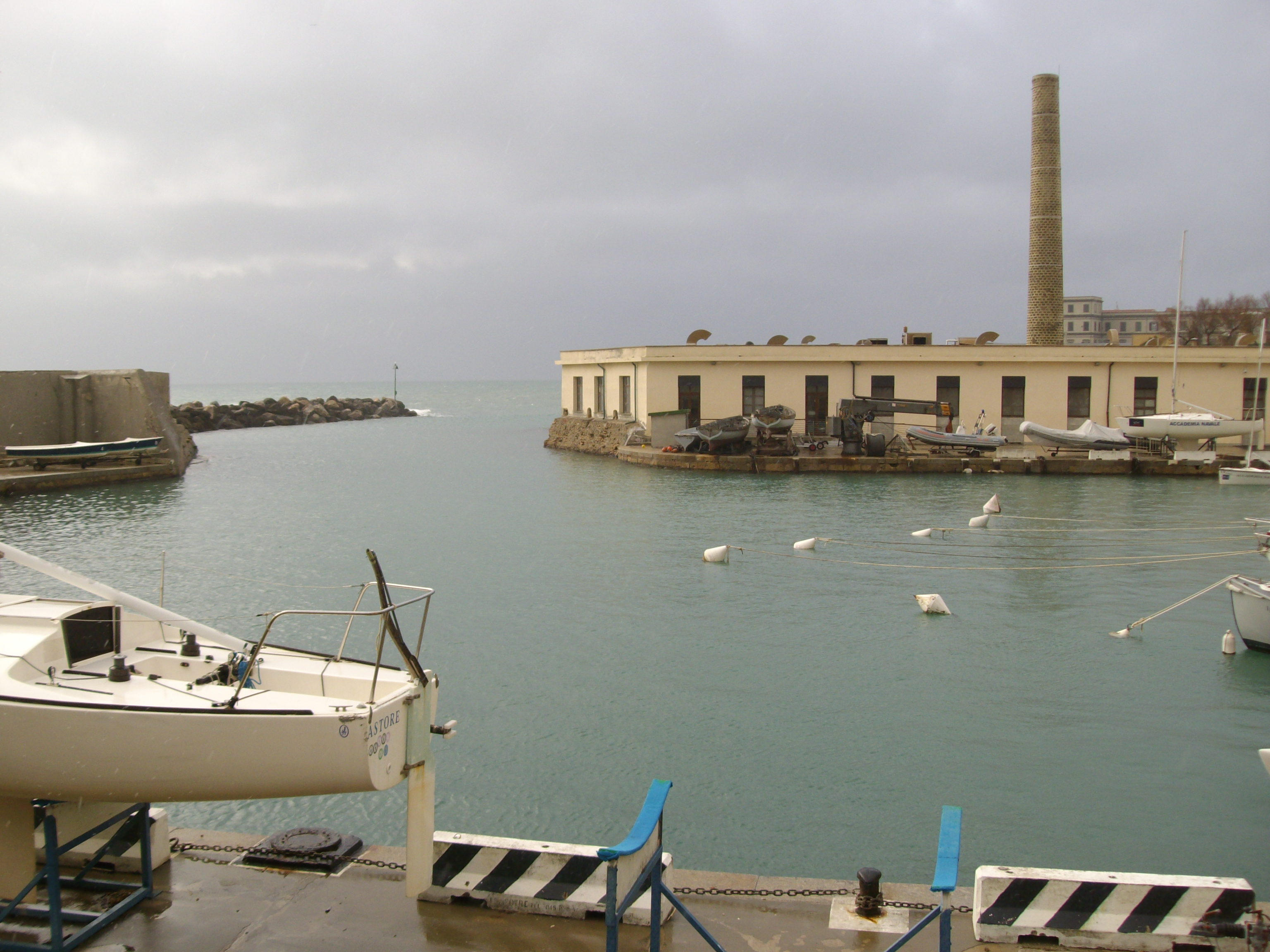
Marineacademie in Livorno

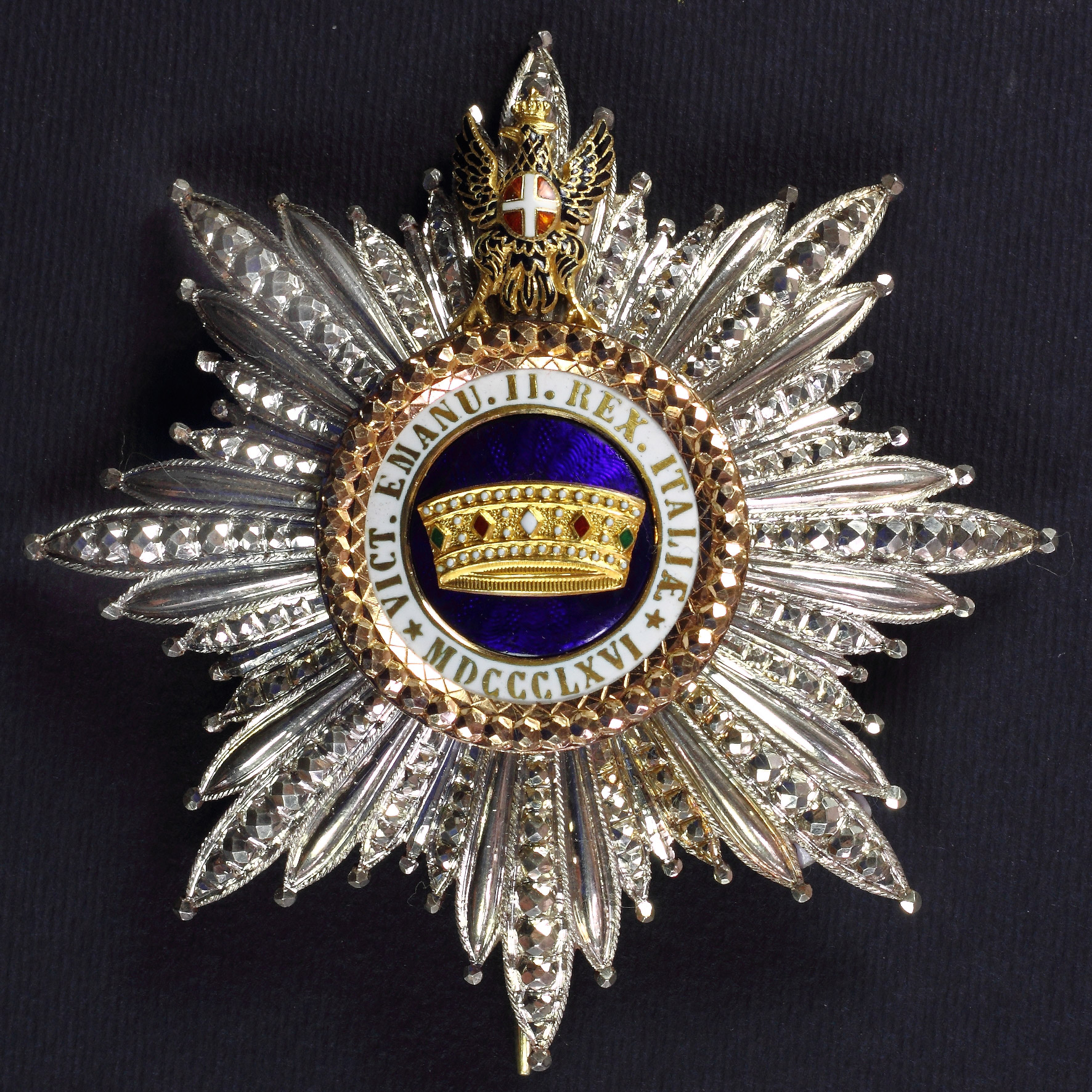
Grootofficier in de Orde van de Italiaanse Kroon

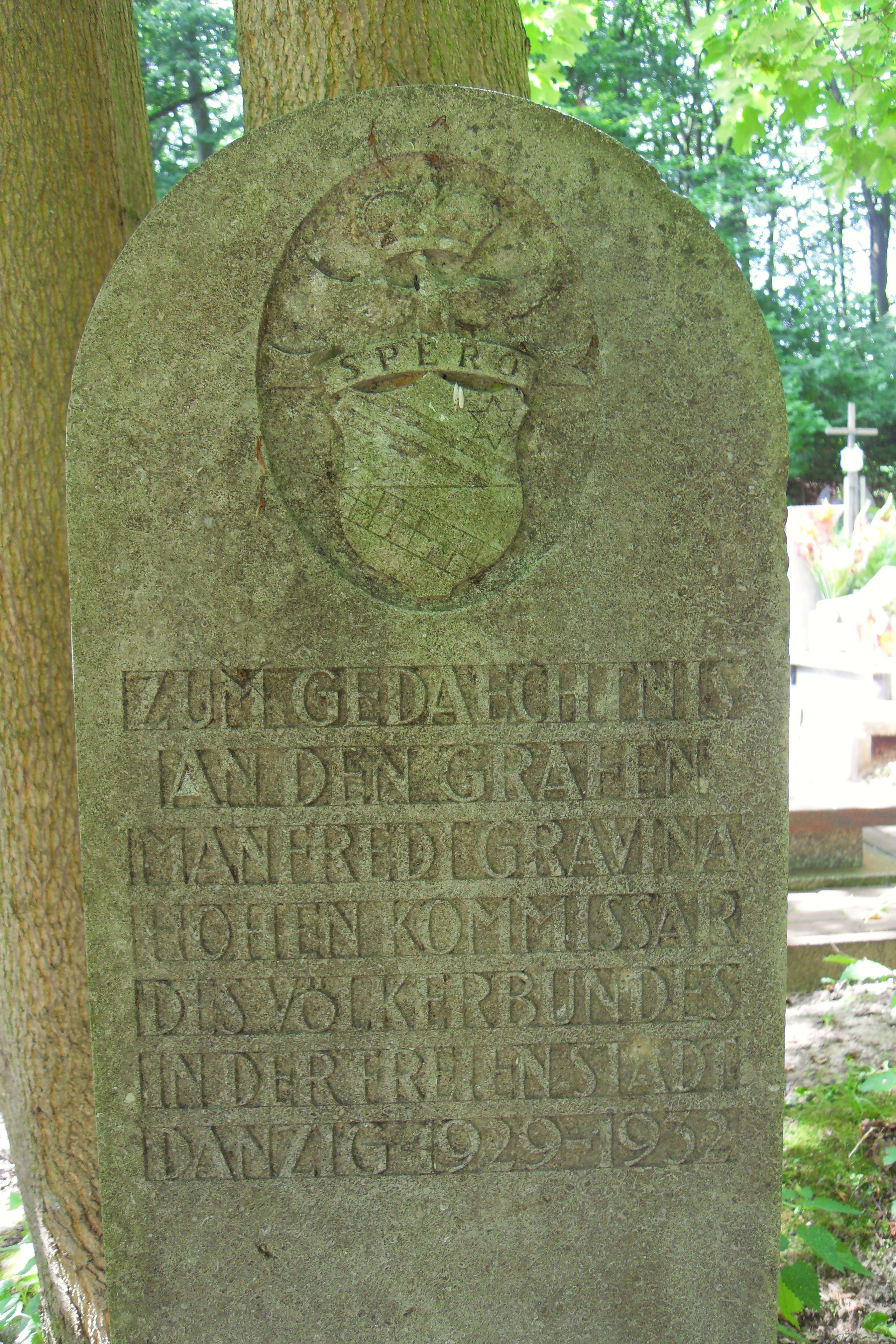
Graf van Manfredi Gravina in Gdańsk, Polen

Manfredi Gravina Cruyllas (Palermo, 14 juni 1883 – Gdańsk, 19 september 1932) was in het koninkrijk Italië een edelman, marineofficier, diplomaat en publicist. Hij was namens de Volkenbond Hoge Commissaris voor de vrije stad Danzig (1929-1932), waar hij overleed en begraven werd.

## Levensloop

### Marineofficier
Gravina was een telg uit de prinselijke familie Gravina Cruyllas di Ramacca. Hij was een zoon van Biagio Gravina, prins van Ramacca, en van Elisabeth von Bülow. Zijn grootouders aan moeders zijde waren de Duitse edellieden Hans Freiherr von Bülow (1830-1894) en Cosima Wagner de Flavigny (1837-1930). Gravina groeide op in hun stadspaleis in Palermo, hoofdstad van Sicilië in het koninkrijk Italië.
Aan de leeftijd van zeventien jaar startte hij zijn carrière bij de Koninklijke Marine van Italië. Van 1900 tot 1903 volgde hij de opleiding tot officier in de Koninklijke Marineacademie in Livorno. Hij zwaaide af met de graad van vaandrig. Na twee jaren gewerkt te hebben op de generale staf van de vloot (1903-1905), ging hij op zee met de graad van onderluitenant. Gravina voer voor de Italiaanse zeemacht voor de kusten van China. 
In 1906 verliet hij de vlootschepen om diplomatiek medewerker te worden van de Italiaanse consul-generaal in Shanghai. Hij hielp de consul-generaal bij het afsluiten van een handelsverdrag tussen Italië en China (1906-1907). In deze periode werkte hij aan een handboek over China bedoeld voor Italiaanse diplomaten en militairen. De stijl van het boek was didactisch en het werd gepubliceerd bij zijn terugkomst, in Milaan (1907). De titel van het boek was La Cina dopo il Millenovocento.
Vervolgens publiceerde hij artikels in de tijdschriften Rivista Marittima en Nuova Antologia. Het waren studies van geopolitieke aard met aandacht voor de Italiaanse marine. Meerdere malen reisde Gravina naar Duitsland om op de hoogte te blijven van de laatste militaire snufjes, zoals bijvoorbeeld verkenningsballonnen boven het slagveld. 
Gravina moest terug onder de wapens bij het uitbreken van de Italiaans-Turkse Oorlog; hij werd bevorderd tot luitenant. Nadien vocht hij in de Eerste Wereldoorlog. Hij werkte zowel op de generale staf van de marine in Venetië als aan boord van een watervliegtuig of torpedoboot. Gravina werd een oorlogsheld door torpedo’s af te schieten op wapenarsenalen van de Oostenrijkers in de haven van Triëst.

### Diplomaat
In 1919 stuurde het ministerie van Buitenlandse Zaken hem naar de ambassade in Stockholm. Hij was er marineattaché. Hij stuurde rapporten naar Rome over de opkomst van de Baltische landen na de Russische Revolutie en hun annexatie door de Sovjet-Unie. Zijn rapporten circuleerden in Rome op ministeries en legerbases. In 1920 nam hij deel aan een Italiaanse delegatie in Kopenhagen die met de Sovjet-Unie tot een akkoord kwam over uitwisseling van Russische krijgsgevangenen in Noord-Italië en van Italianen in de Sovjet-Unie. Gravina lanceerde zich vervolgens in een anti-Sovjet en anti-bolsjewistisch discours zodat het ministerie hem in 1922 naar Rome moest terughalen om de prille diplomatieke relaties tussen de Sovjets en de Italianen niet te bruuskeren. 
Van minister Carlo Sforza moest Gravina weg blijven uit militaire en diplomatieke diensten. Koning Victor Emanuel III verleende hem de titel van ere-aide-de-camp van de koning.

### Publicist
Vanaf 1922 leefde Gravina dan ook op het landgoed van zijn familie in de Marche. Hij huwde met Maria Sofia Giustiniani Bandini (1922). Gravina hield zich bezig met het publiceren van politieke en historische werken in diverse tijdschriften, kranten en in de Encyclopedia Italiana; hij wilde de Italiaanse publieke opinie documentatie bezorgen over de oorlogen die Italianen gevoerd hebben en hoe de Eerste Wereldoorlog nadelig is geëindigd voor Italië. Hij leunde aan bij Italiaanse nationalisten en fascisten die aan de macht kwamen na de Mars op Rome (1922). Daarnaast reisde hij regelmatig naar Duitsland waar hij als spreker gevraagd werd vooral in fascistische kringen. 

### Volkenbondfunctionaris
Samen met andere nationalisten sloot Gravina zich in 1924 aan bij de Nationale Fascistische Partij. Datzelfde jaar benoemde Mussolini hem tot adjunct-lid van de Volkenbond namens Italië. Van 1924 tot het einde van zijn leven was Gravina actief voor de Volkenbond. Hij kloeg in dit forum het imperialisme aan van Fransen en Britten, die geen oren hadden naar gebiedsuitbreiding voor Italië. Tevens leerde hij Adolf Hitler persoonlijk kennen in München. In 1928 organiseerde hij een ontmoeting tussen Hitler en Ettore Tolomei, een Italiaans nationalist in Zuid-Tirol. 
In 1929 benoemde de Volkenbond graaf Gravina tot hoge commissaris voor de Vrije stad Danzig. Hem wachtte de taak te bemiddelen tussen de Duitse senaat van Danzig en de Poolse regering, die bevoegd was voor economie en buitenlandse handel. Gravina intensifieerde de relaties tussen Danzig en de nationaalsocialisten in Duitsland. Gravina regelde zo een ontmoeting tussen Luigi Federzoni, senaatsvoorzitter, met Hitler (1930). De regering van de Weimarrepubliek keek met argwaan naar de nationaalsocialistische activiteiten van Gravina en zij legden een klacht neer bij de Italiaanse ambassadeur in Berlijn, L. Orsini Baroni. Niettemin ontving Gravina het ereteken van grootofficier in de Orde van de Kroon van Italië (1930). Gravina verminderde het aantal reizen tussen Danzig en Duitsland onder druk van de regering in Rome. Gravina lanceerde het idee van een herziening van het Verdrag van Versailles (1919) in pro-Duitse zin. Dit was niet naar de zin van de minister van buitenlandse zaken D. Grandi. Deze wou hem een reprimande sturen doch Gravina stierf onverwacht in 1932.
Gravina’s graf bevindt zich in Danzig, in het Pools Gdansk.

## Adellijke titels en eretekens
- Graaf en prins van Ramacca, prins van Santa Flavia
- 1907 Ridder in de Orde van de Kroon van Italië
- 1916-1919 Zilveren medaille voor Dapperheid; Oorlogskruis; Ridder in de Orde van Sint-Mauritius en Sint-Lazarus; Bronzen medaille voor Dapperheid
- 1923 Officier in de Orde van Sint-Mauritius en Sint-Lazarus
- 1930 Grootofficier in de Orde van de Kroon van Italië.

## Enkele geschriften
- La Cina dopo il Millenovecento (1907)
- Attualità politiche (1926)
- Problemi navali (1929)
- Problemi italiani d'oltre Alpi e l'oltre mare (1930)